# Gargazzone
Gargazzone (Gargazon in tedesco) è un comune italiano di 1 755 abitanti della provincia autonoma di Bolzano in Trentino-Alto Adige.

## Geografia fisica
All'interno del territorio comunale, al centro del Burgraviato, si trova un'area naturale protetta, il biotopo Laghetto di Gargazzone.

## Origini del nome
Il toponimo è attestato dal 1288 come "Gargezan, Gargetzan, Gergizzan, Gargenzan, Gargenzon" e probabilmente deriva da un nome di persona Carcontius, Carconius o Garganthius.

## Storia

### Rio Eschio
Il rio Eschio (Aschlerbach) ha diverse cascate e in caso di maltempo può presentare pericoli. Negli anni 1960 e 1966 le sue acque hanno invaso i frutteti della valle ed hanno provocato ingenti danni. Anticamente (2000 anni fa) segnava il confine tra le due province romane della Rezia: Raetia prima e Raetia secunda, nell'843 d.C. costituiva la frontiera tra la Germania e l'Italia, intorno al 1270 d.C. delimitava il confine meridionale della Contea della Val Venosta con la diocesi di Coira, dal 1800 al 1812 ha formato il confine tra il Regno d'Italia e il governo bavarese (Baviera) in Tirolo e contrassegna il confine tra i distretti o comprensori del Burgraviato e della Valle dell'Adige.

### Simboli
Lo stemma raffigura una torre d'argento su un monte rosso con tre alberi da frutto. La torre raffigurata è la Kröllturm fatta costruire nel 1240 da Berthold von Trautson; il rosso del monte simboleggia il porfido di quarzo di Bolzano di cui è ricca la zona; tre alberi da frutto stilizzati ricordano l'importanza della frutticoltura. Lo stemma è stato adottato nel 1968.

## Monumenti e luoghi d'interesse

### Architetture religiose

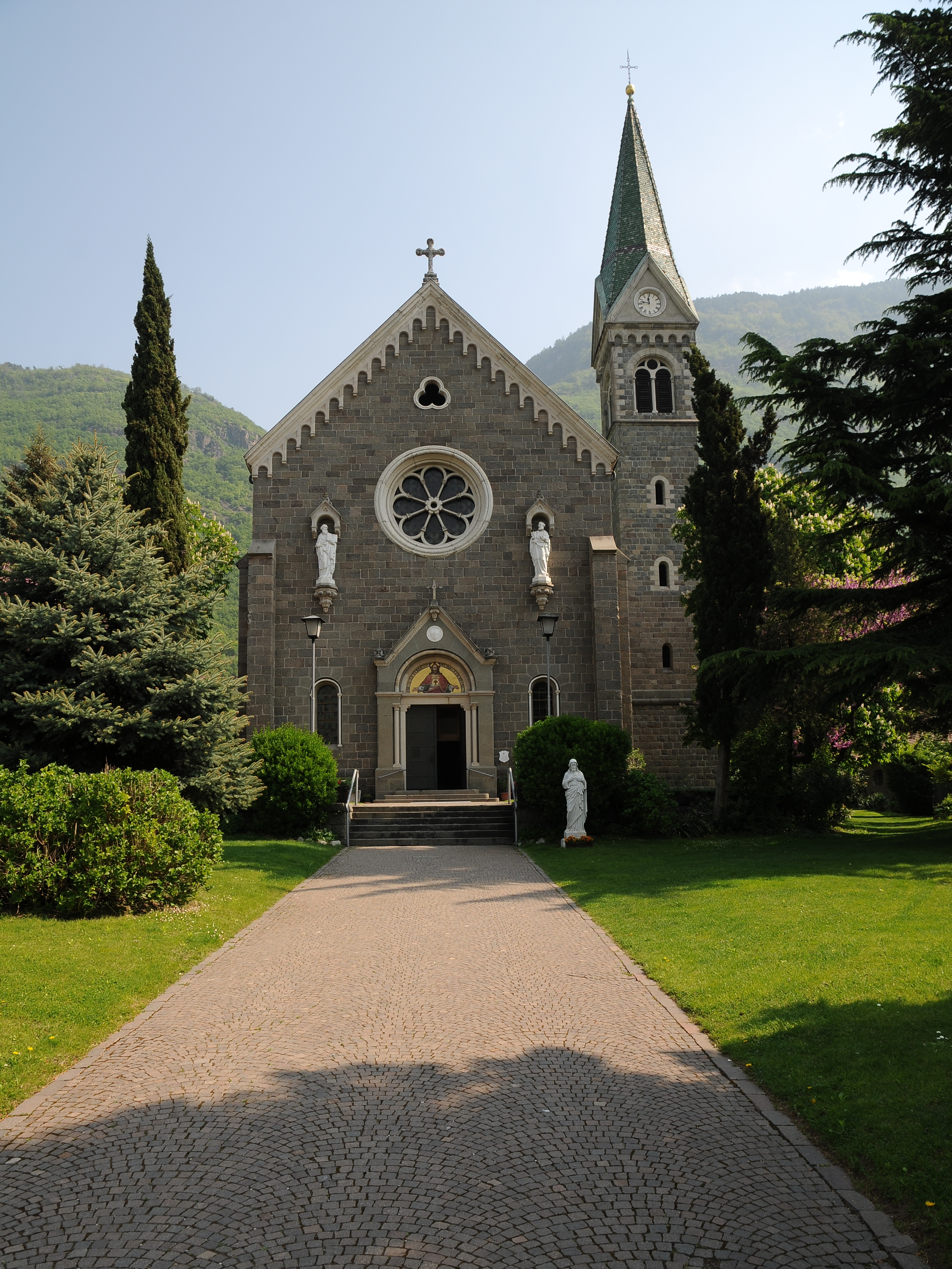
La chiesa dedicata al Sacro Cuore di Gesù.

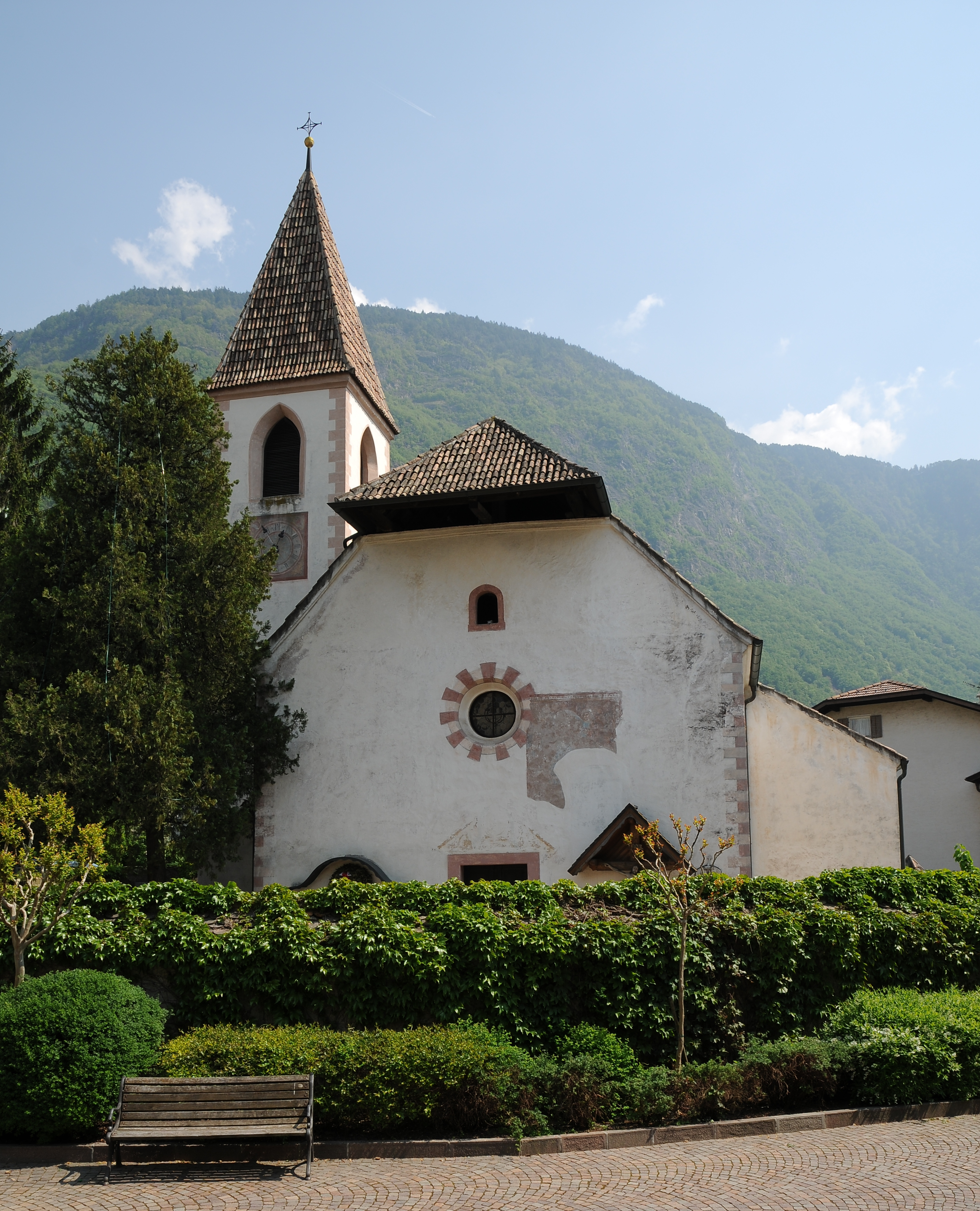
La chiesa dedicata a San Giovanni Battista.

- Chiesa del Santissimo Cuore di Gesù, parrocchiale. Nel 1899 si cominciò a costruire una nuova chiesa a Gargazzone, che doveva essere consacrata al Sacro Cuore di Gesù, perché quella vecchia non era più in grado di accogliere la popolazione. Il 13 maggio 1900 fu posta la prima pietra e nel 1902 la chiesa venne completata dalla sovrastruttura della torre. Il mosaico sopra l'ingresso principale, che raffigura Gesù Cristo, con le mani aperte, è stato realizzato nel mese di dicembre 1903. I portali e le cornici sono stati realizzati in pietra arenaria ed alcune in marmo giallo-grigio del Trentino. La chiesa fu consacrata addì 13 maggio 1928 dal vescovo Celestino Endrici da Trento. La torre invece è stata completata nel 1930 e le campane sono state consacrate nel 1931. Notevole l'organo, costruito da Andrea Zeni nel 2005 di due manuali e 19 registri. L'edificio è stato progettato in stile romanico, e la pietra di porfido di cui è fatta tutta la chiesa e la torre di cemento, viene da una cava vicina, che data la sua bellezza non è stato necessario l'intonaco esterno.
- Chiesa dedicata a San Giovanni Battista. Durante il Medioevo esistevano due chiese, dedicate allo stesso Santo, entrambe elencate in atti documentali del tempo. Già nell'anno 1337 viene menzionata la vecchia chiesa di Gargazzone, che ora serve come cappella mortuaria, la quale è stata spesso ricostruita e restaurata, da ultimo nel 1981. La chiesa gotica è il gioiello del paese: ha una guglia alta 13,5 metri, una corale completa con molti angoli ed una volta a botte. L'altare è in marmo stuccato e la pala in abete, raffigurante il battesimo di Cristo, che si trova sul pavimento della chiesa, viene acceso ogni anno nel periodo natalizio. Il monumento ai caduti si trova sul lato ovest dell'edificio. Ogni anno, il 24 giugno, giorno di San Giovanni, si celebra la festa del patrono.

### Architetture militari

#### Torre Kröll
La torre Kröll (Kröllturm) sembra essere stata sempre presente da sola, ben separata, e non come residuo di un castello più antico, perché nelle sue immediate vicinanze non sono mai stati trovati resti di mura, per cui è da escludersi sovrapposizioni murarie. Inoltre non ci sarebbe stato abbastanza posto per la costruzione di un castello, che quindi non è mai esistito, perché difficile anche da collocarvelo fisicamente.
La torre Kröll fungeva da torre di guardia e di segnalazione, da cui era possibile controllare la strada che attraversava la Val d'Adige. Il fuoco di un falò, visibile a chilometri di distanza, metteva in guardia i residenti dell'avanzata del nemico.
Un agricoltore, scavando all'interno della torre, nel settembre del 1905, ha trovato sette monete romane.

### Luoghi d'interesse

#### La piscina naturale
Un'attrazione molto speciale per grandi e piccini è la piscina naturale di Gargazzone nei mesi estivi. È stata inaugurata nel maggio 2010 ed è la prima piscina naturale della parte occidentale dell'Alto Adige che non utilizza sostanze chimiche. L'area totale della struttura è di ben 12.000 m2, la sola superficie dell'acqua è di 2.300 m2.

## Società

### Ripartizione linguistica
La sua popolazione è per quattro quinti di madrelingua tedesca:
| %      | Ripartizione linguistica (gruppi principali) |
| ------ | -------------------------------------------- |
| 80,51% | madrelingua tedesca                          |
| 18,41% | madrelingua italiana                         |
| 1,08%  | madrelingua ladina                           |

La popolazione locale sembra essere stata a lungo in significativa proporzione di lingua italiana, a differenza della gran parte delle popolazioni circostanti, germanofone da secoli. Ancora nel 1850 circa 2/3 della popolazione era di lingua italiana, scesa al 49% nel 1880, al 34% nel 1890 e al 16,3% nel 1900 a causa delle politiche assimilatrici.

### Evoluzione demografica
Abitanti censiti

## Amministrazione
| Periodo | Periodo   | Primo cittadino       | Partito | Carica  | Note |
| ------- | --------- | --------------------- | ------- | ------- | ---- |
| 2000    | 2010      | Rudolf Josef Bertoldi | SVP     | Sindaco |      |
| 2010    | in carica | Armin Gorfer          | SVP     | Sindaco |      |